# Wolf 489
Wolf 489 eller Gliese 518, är en ensam stjärna i mellersta delen av stjärnbilden Jungfrun. Den har en skenbar magnitud av ca 14,66 och kräver ett kraftfullt teleskop för att kunna observeras. Baserat på parallax enligt Gaia Data Release 3 på ca 119,8 mas, beräknas den befinna sig på ett avstånd på ca 27,2 ljusår (ca 8,4 parsek) från solen. Den rör sig bort från solen med en heliocentrisk radialhastighet på ca 183 km/s.
WOLF 489 är förmodligen den 12:e närmaste vita dvärgen, eventuellt 9:e till 14:e i konkurrens med Gliese 293, GJ 1087, Gliese 915, GJ 1276 och Gliese 318. 

## Egenskaper
Wolf 489 är en vit dvärgstjärna av spektralklass DZ 10.0. Den har en massa som är ca 0,55 solmassa, en radie som är ca 0,013 solradie (1,43 jordradie) och har en effektiv temperatur av ca 5 000 K.